# Пономарёв, Александр Никитович
Алекса́ндр Ники́тович Пономарёв (15 января 1953 — 16 сентября 2022, Санкт-Петербург) — российский художник, педагог, член Санкт-Петербургского Союза художников , Заслуженный художник Российской Федерации.

## Биография
Родился в селе Старый Красный Бор Мензелинского района Татарской АССР, ныне Республика Татарстан.
В 1968—1972 годах учился в Лениногорском музыкально-художественном педагогическом училище.
В 1988 году окончил живописный факультет Ленинградского института живописи, скульптуры и архитектуры имени И. Е. Репина (Академия художеств), мастерская под руководством профессора В. М. Орешникова и профессора П. Т. Фомина.
На Всесоюзном конкурсе дипломных работ в 1988 году за дипломную картину «Эхо войны» был удостоен Золотой медали Академии художеств СССР.
С 1989 по 1993 год — стажёр творческой мастерской монументальной живописи Академии художеств СССР под руководством Народного художника СССР академика А. А. Мыльникова.
Член Санкт-Петербургского Союза художников с 1991 года.
С 1993 года — преподаватель живописи и композиции в Санкт-Петербургском художественном училище имени Н. К. Рериха.
В 2006 году преподавал в Academy of fine arts (Пекин). В 2010 году присвоено почётное звание Заслуженный художник Российской Федерации.
Награждён Дипломом Российской академии художеств, Почётной грамотой Министерства культуры Российской Федерации за большой вклад в развитие культуры и массовых коммуникаций, медалью «В память 300-летия Санкт-Петербурга».

## Музеи
- Reading Public Museum (Рединг (Пенсильвания), США)[6]
- Национальная картинная галерея Армении[7]
- Центральный выставочный зал «Манеж»[8]

## Галерея

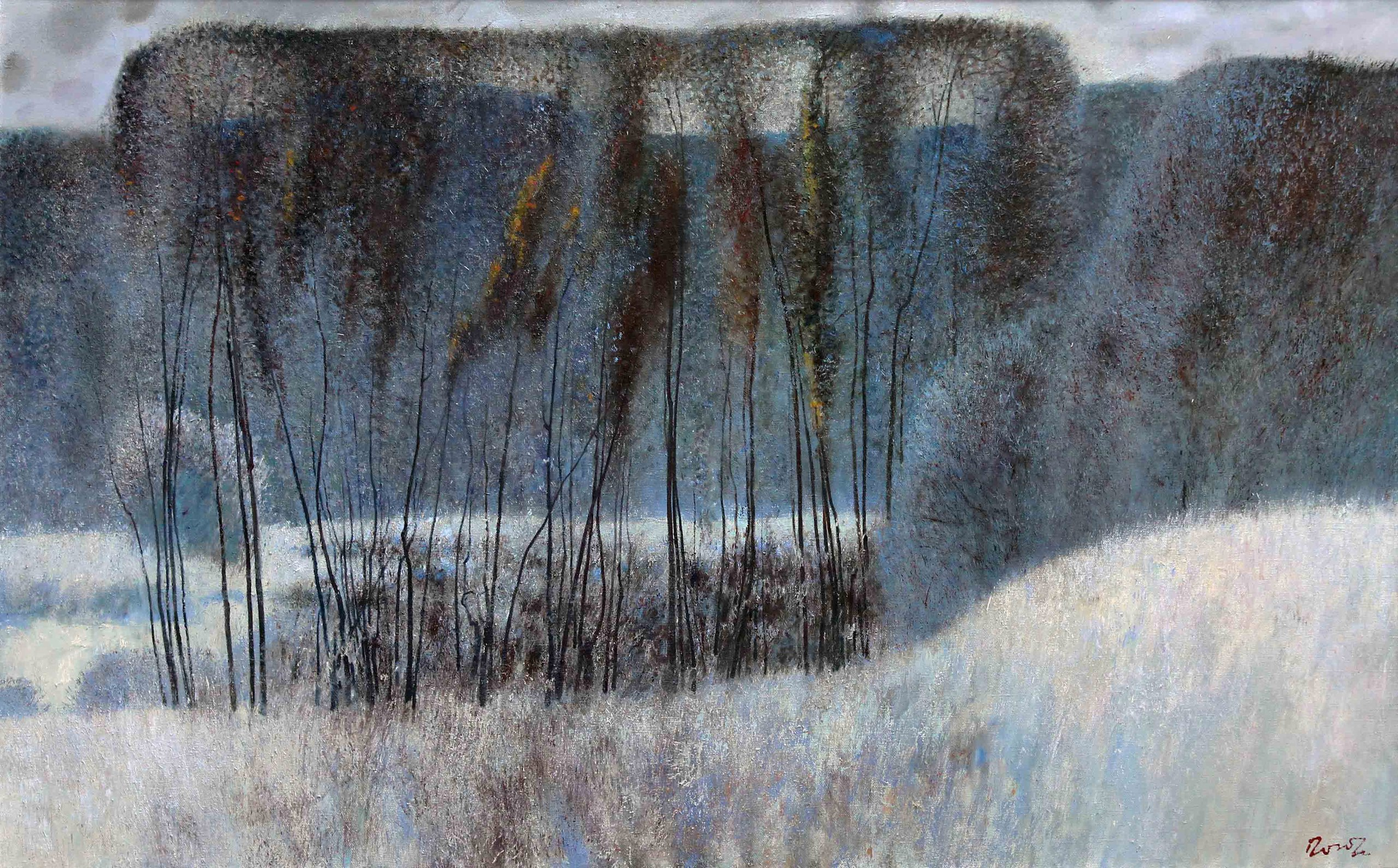
А. Пономарёв. Октябрь. 2008
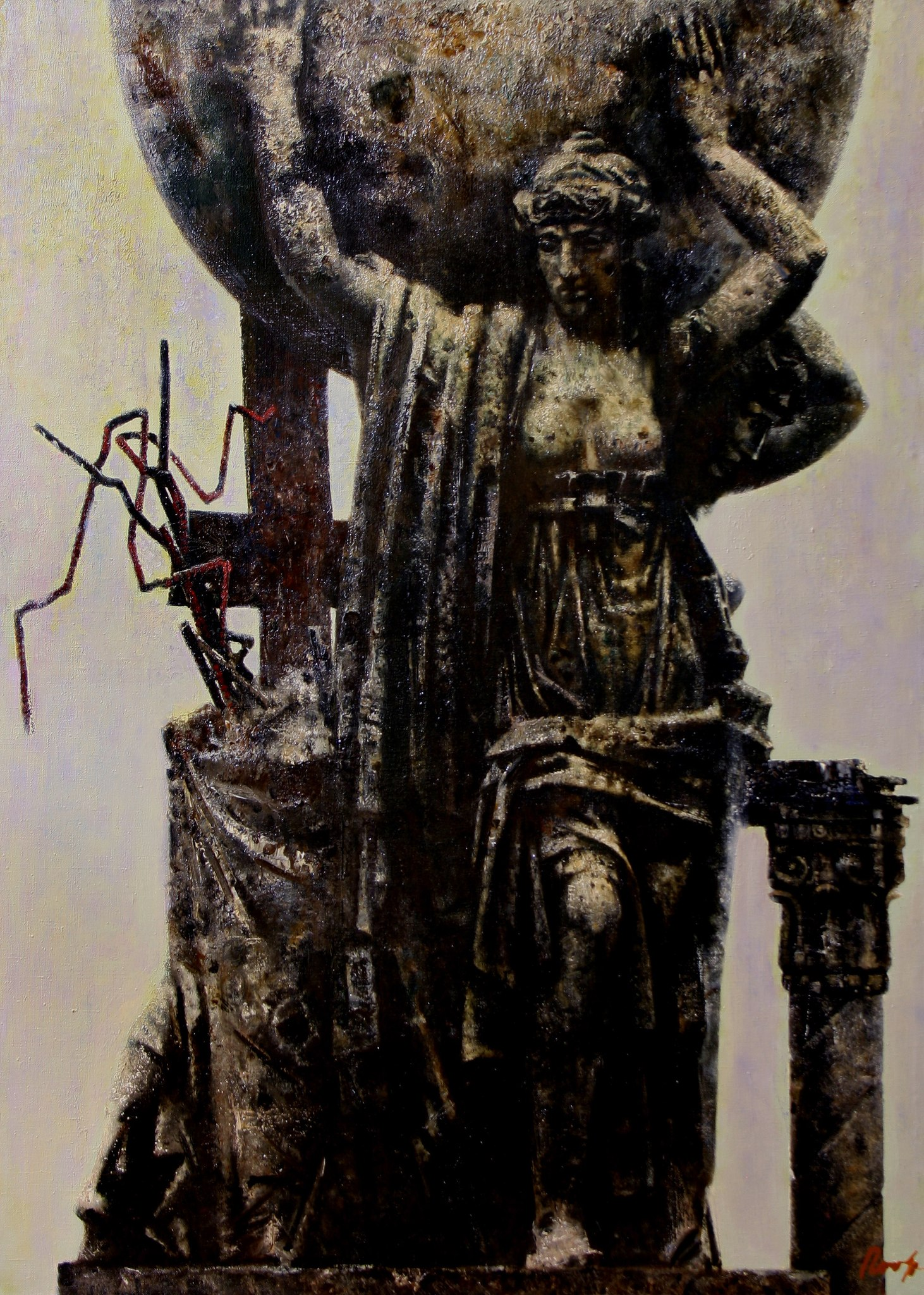
А. Пономарёв. Ленинградские нимфы. 1991
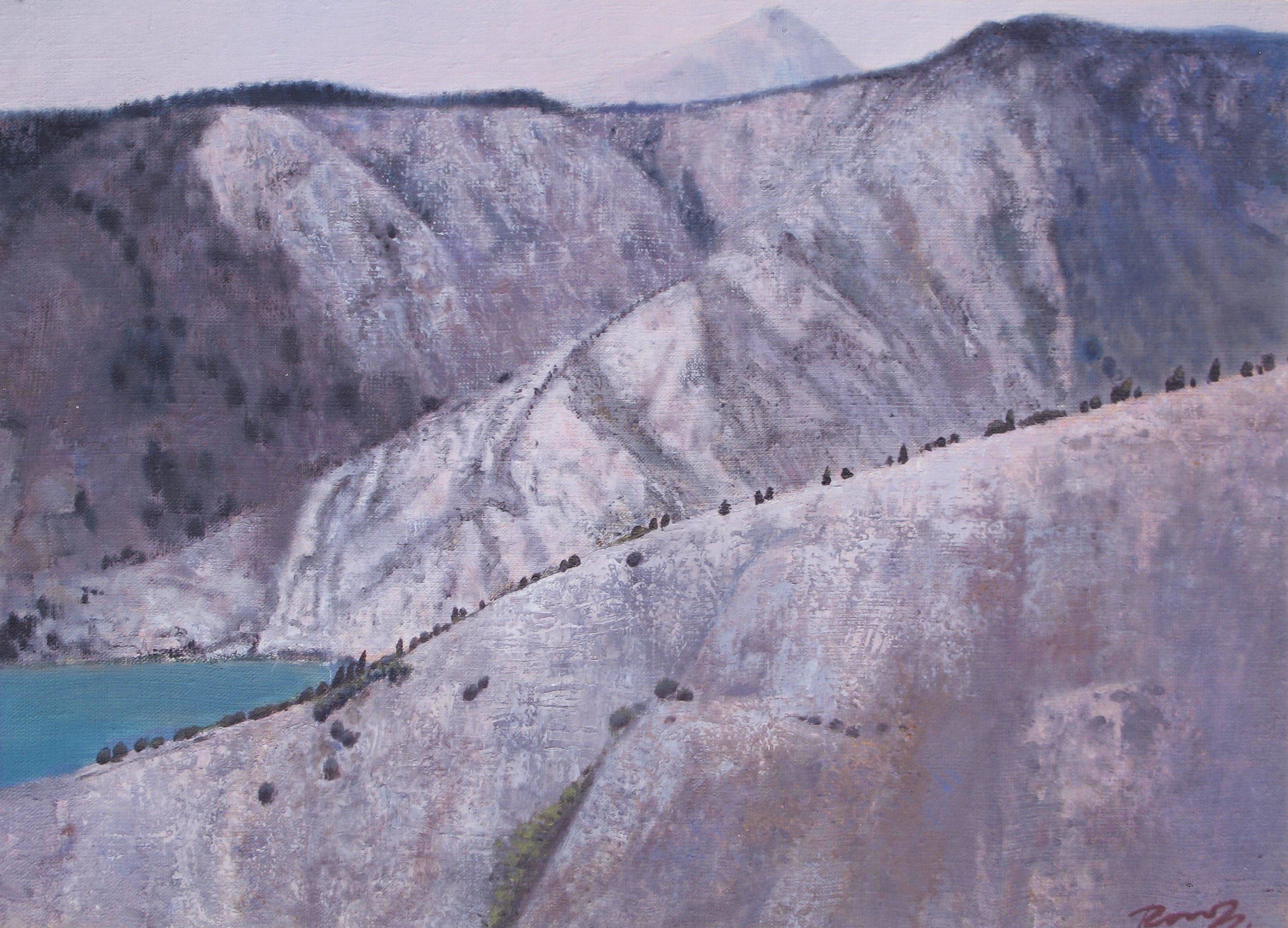
А. Пономарёв. Горы Китая. 2006
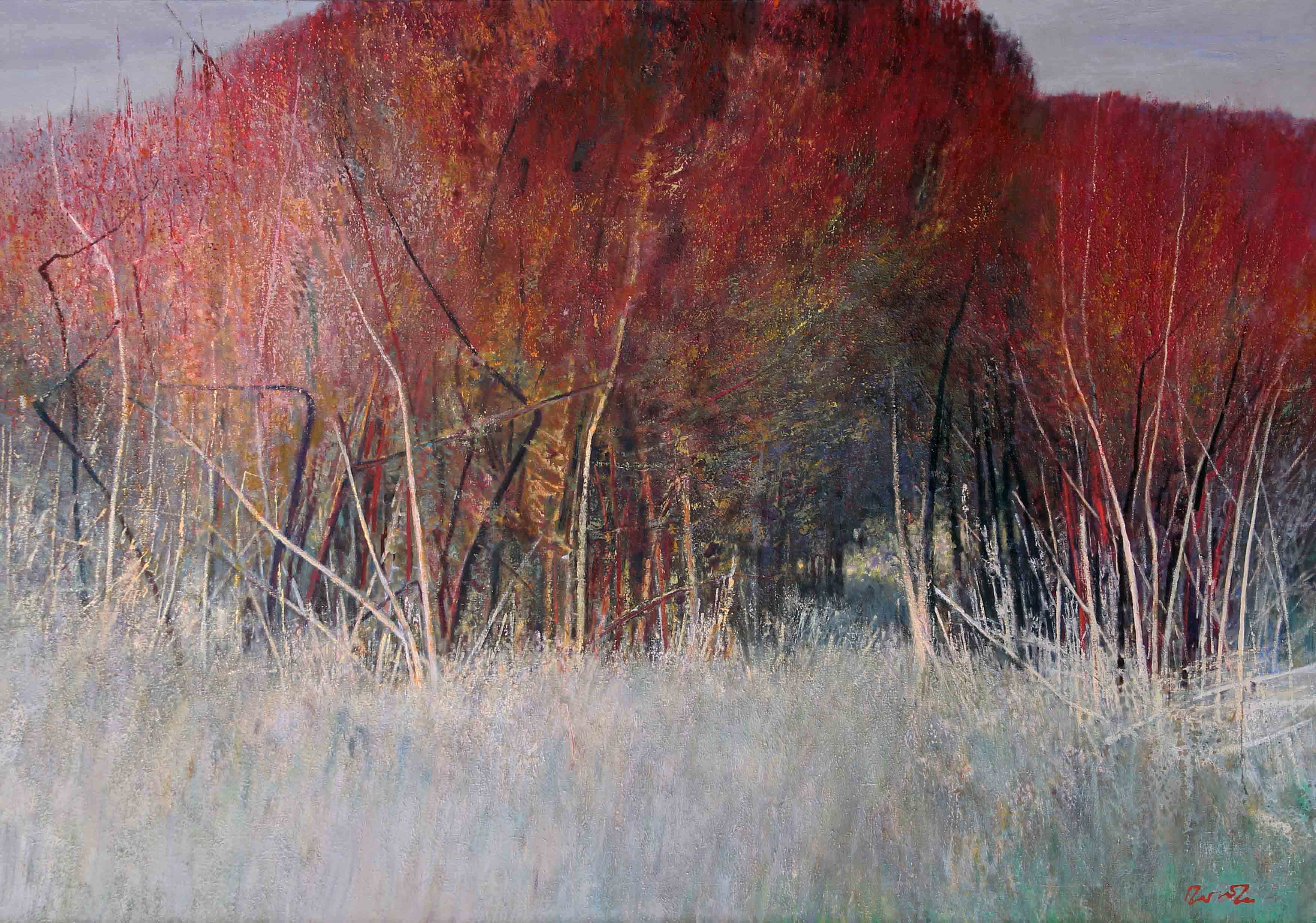
А. Пономарёв. Весна. 2016
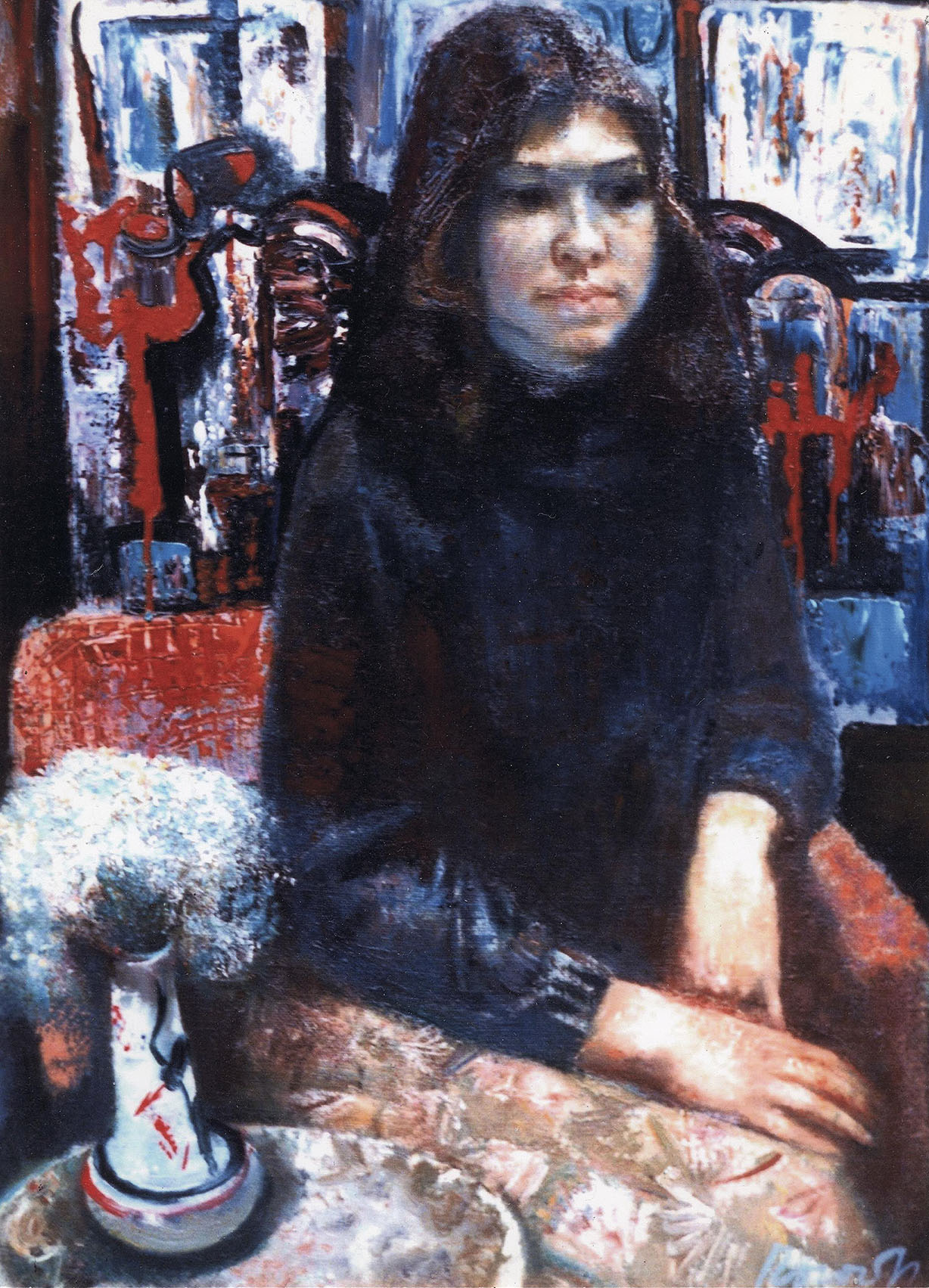
А. Пономарёв. Маша. 1991
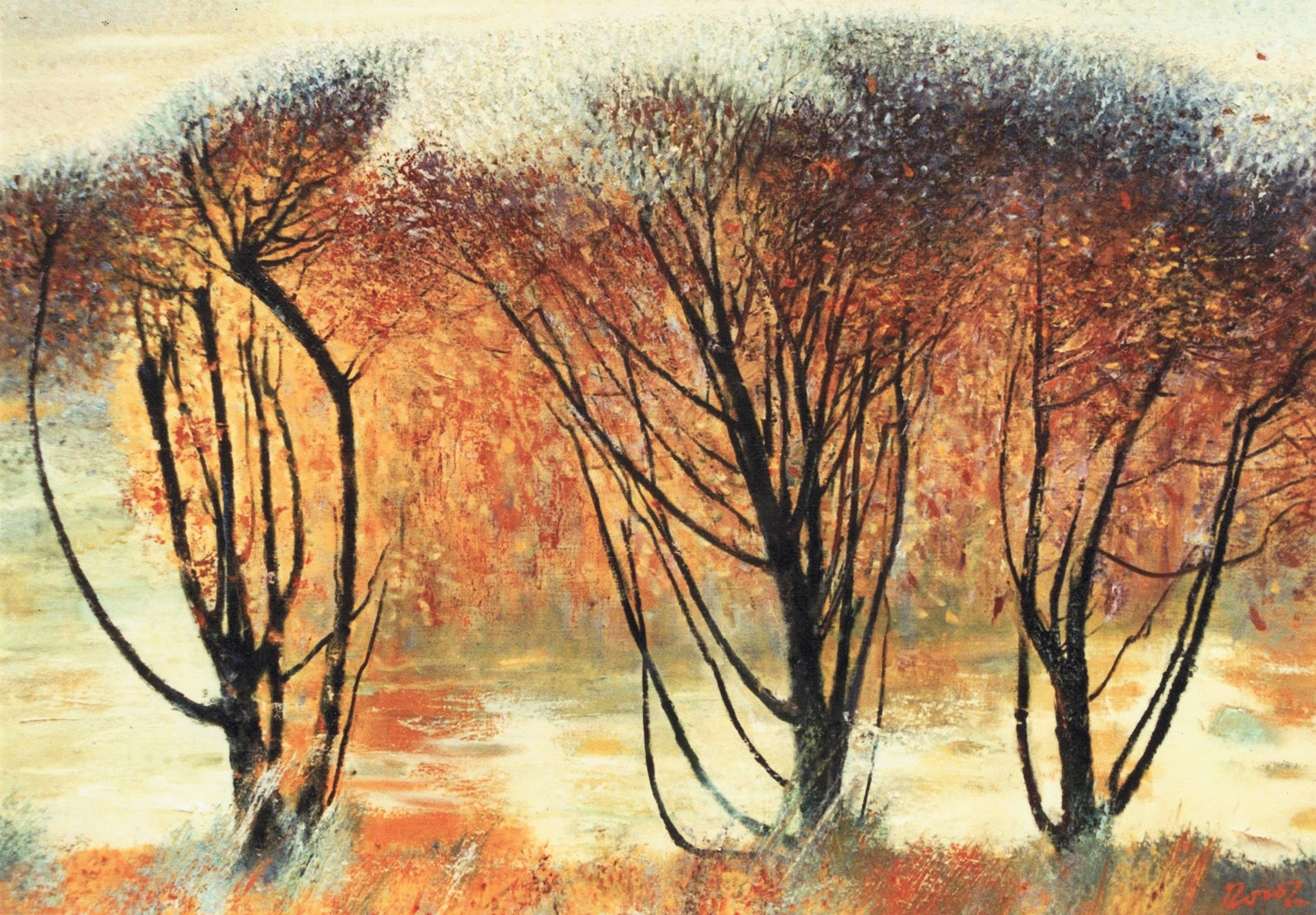
А. Пономарёв. Бабье лето. 2000